# Свобода віросповідання в Азербайджані
Свобода віросповідання в Азербайджані — право, записане в конституції Азербайджанської Республіки, що дозволяє всім громадянам країни вибирати й сповідувати будь-яку релігію без обмежень. Згідно з I та III пунктами 18-ї статті Конституції Азербайджану, релігія в Азербайджані відокремлена від держави.

## Законодавчі акти, що стосуються питань віросповідання
«Закон про Свободу Віросповідання» в Азербайджані прийнято на основі указу № 281, підписаного президентом Азербайджанської Республіки — Абульфазом Ельчибеєм 20 серпня 1992 року.
Зважаючи на зміни на релігійному ґрунті, тричі 1996 року — 7 червня, 5 листопада та 27 грудня; 10 жовтня 1997 року; 23 листопада 2001 року; в 2009, 2011, 2015 («Закон про боротьбу проти релігійного екстремізму») роках, «Закон про свободу віросповідання» редагували й в нього внесено деякі обмеження. Однак, за деякими відомостями, мали місце зловживання, і обмеження в цій сфері: деякі релігійні групи повідомили про затримки та відмови у реєстрації. Зберігалися й деякі обмеження щодо ввезення релігійної літератури.
Члени парламенту Азербайджанської Республіки в 2009 році внесли поправка про заборону людям, які здобули вищу освіту за кордоном, обіймати посади в релігійній структурі держави.
В 2016 році в суть «Закону про боротьбу проти релігійного екстремізму» внесено поправки з боку Парламенту Азербайджанської Республіки.

## Релігійна демографія
Азербайджан має площу 87470 км2, а його населення становить 10147486 осіб (за даними на 2018 рік). До початку XXI століття не збирались достовірні статистичні дані про членство в конкретних релігійних групах; однак, за офіційними даними, приблизно 96% населення країни складають мусульмани. Інша частина населення складається переважно з православних, членів Вірменської апостольської церкви (майже всі вони проживають у районах, що відкололися від Нагірного Карабаху), євреїв і атеїстів.
За даними Державного комітету з питань роботи з релігійними об'єднаннями (SCWRA), мусульманське населення країни складається приблизно з 85% шиїтів і 15% сунітів; відмінності між групами визначені не яскраво. В доповіді 2011 року Держдепартамент США представив інші цифри: 65 % шиїтів і 35 % сунітів.
Переважна більшість християн — російські православні. Християни були зосереджені в Баку і Сумгаїті — третьому за величиною місті країни.
Чисельність єврейського населення — 16 тисяч осіб.

## Релігійні громади та їхні установи
Єврейських конфесійних громад всього 7. Синагоги продовжують діяти в Баку, Кубі (селище Червона Слобода) і Огузі. Рабинів шість. На території Азербайджану, а саме, у Баку знаходиться найбільша за площею синагога у всьому Кавказі.
В Баку також діє Собор католицької церкви.
В часи існування Азербайджанської РСР мечетей в Азербайджані було всього 17 (4 з них діяли в Баку). До цього мечетей було 1369 (969 — шиїтські, 400 — сунітські) За статистичними даними 2017 року, в країні налічується приблизно 2166 мечетей.
За десятирічний період від 1993 до 2003 року в країні діяли 150 медресе (22 з яких контролюються владою Ірану, інші 14 зареєстровані органами міністерства юстиції.
Нині[коли?] в Азербайджані нараховується близько 2100 медресе. Православних церков російського зразка в країні 5 — 3 в столиці, одна в Гянджі і одна в Хачмазькому районі. В селищі Нідж (Габала) від 2006 року діє Албано-удинська церква Чотари.
Шиїти, суніти, російські православні та євреї вважаються «традиційними» релігійними групами країни. Маленькі конгрегації лютеран, католиків, баптистів, молоканців (старообрядців), адвентистів сьомого дня та бахаїв присутні на території Азербайджану більш як сто років. В останнє десятиріччя низка релігійних груп, що вважаються «іноземними» або «нетрадиційними», виявили свою присутність у країні: зокрема, «ваххабіти» і мусульмани-салафіти, п'ятидесятники і євангельські християни, свідки Єгови й кришнаїти.
В Баку також були й значні емігрантські християнські й мусульманські громади; влада зазвичай дозволяла цим групам вільно поклонятися своїм богам.
Зараз в Азербайджані понад 510 релігійних громад, з них 32 є немусульманськими.
11 червня 2018 року, президент держави підписав розпорядження, в якому йдеться про матеріальну допомогу релігійним громадам. Згідно з розпорядженням, з резервного фонду азербайджанського державного бюджету, передбаченого на 2018 рік виділяється фінансова допомога таким установам:
| Релігійна громада                                                  | Сума фінансів  |
| Управління мусульман Кавказу                                       | 1 млн манатів  |
| Бакинська і Азербайджанська єпархія Російської православної церкви | 250 тис. манат |
| Бакинська релігійна громада європейських євреїв                    | 100 тис. манат |
| Релігійна громада горянських євреїв міста Баку                     | 250 тис. манат |
| Апостольська префектура Католицької церкви в АР                    | 100 тис. манат |
| Албансько-удинська християнська релігійна громада АР               | 100 тис. манат |

## Статус релігійної свободи

### Правові та політичні рамки
Конституція Азербайджану передбачає, що особи всіх віросповідань можуть обирати й сповідувати свою релігію без обмежень; проте були деякі зловживання, і обмеження. Згідно з Конституцією, висловлення, а також поширення релігійних поглядів є природним правом кожного, незалежно від расової, національної та гендерної приналежності. Більшість релігійних груп проводять свої зустрічі без втручання з боку урядових органів. Також, кожна людина має право обирати й змінювати свою релігійну належність і переконання (зокрема, атеїзм), приєднуватися або створювати релігійну групу за своїм вибором і сповідувати свою релігію. Закон про свободу віросповідання прямо забороняє уряду втручатися в релігійну діяльність будь-якої особи чи групи; однак є й винятки — зокрема, випадки, коли діяльність релігійної групи «загрожує громадському порядку і стабільності». Законом забороняється примушування до виконання ритуалів і прилучення до релігійних груп. Люди, які не є громадянами Азербайджанської Республіки, позбавлені прав вести пропаганду конфесійного типу на території країни.
Низка правових положень дозволяє уряду регулювати релігійні групи: зокрема, вимагати, щоб релігійні організації, включно з окремими конгрегаціями, реєструвалися в урядових органах. Офіційна реєстрація дозволяє релігійній організації мати рахунок у банку, орендувати майно і виступати юридичною особою.
Від 2001 року релігійні групи зобов'язані зареєструватися в SCWRA. SCWRA наділений широкими повноваженнями щодо реєстрації груп, публікування, імпортування та розповсюдження релігійної літератури, а також може призупиняти діяльність релігійних груп, які порушують закон.

За даними SCWRA, у період з травня 2006 року по червень 2007 року зареєстровано 48 нових груп.
«Свобода віросповідання в Азербайджані повністю забезпечена». Папа Римський Франциск.
За результатами опитування Gallup International/WI Network of Market Research, навесні 2015 року, Азербайджан входив до списку з 65 найбільш світських держав.